# Радослав Маринов
Радослав Маринов – Реме е български художник-карикатурист и илюстратор.

## Биография
Радослав Александров Маринов (РeМe) е роден в София. През 1953 г. завършва специалност плакат в Националната художествена академия при преподавателите си доц. Борис Иванов и Преслав Кършовски.
Още през 1946 г. започва да публикува карикатури, основно на външнополитическа тематика. Рисува карикатури за вестниците „Стършел“, „Народна младеж“, Вечерни новини, „Поглед“. Работи като илюстратор на учебници за началното училище и на детски книги от автори като Елин Пелин, Леда Милева, Кина Къдрева и Асен Босев. Поставя самостоятелни изложби в София и Варшава, участва на международни биеналета в Атина, Болоня, Братислава, Кноке-Хейс (Белгия), Монреал.
Освен в областта на карикатурата и илюстрацията, Маринов се изявява и като аниматор и режисьор на анимационни филми: като режисьор на „Грух и Грушка“ (1959) и като аниматор на „Мечо спортист“ (1978) и „Дон Кихот“ (1979). Между 1967 и 1976 г. пише сценариите на пет телевизионни серии от детското телевизионно предаване „Лека нощ, деца“. Автор е и на няколко детски книжки и книжки за оцветяване.
За Радослав Маринов Доньо Донев казва, че е прототип на единия от известните му персонажи Тримата глупаци. Другите два прототипа са Борис Димовски и самият Донев.

## Признание и отличия
- двукратен лауреат на втора награда за участие в годишните общи художествени изложби на СБХ през 1965 и 1969 г.,
- орден „Кирил и Методий“ – I степен през 1975 г.,
- орден „Червено знаме на труда“ през 1976 г.,
- сребърен медал за карикатура на московската изложба „Сатирата в борбата за мир“ през 1977 г.[2]